# Grausame Töchter

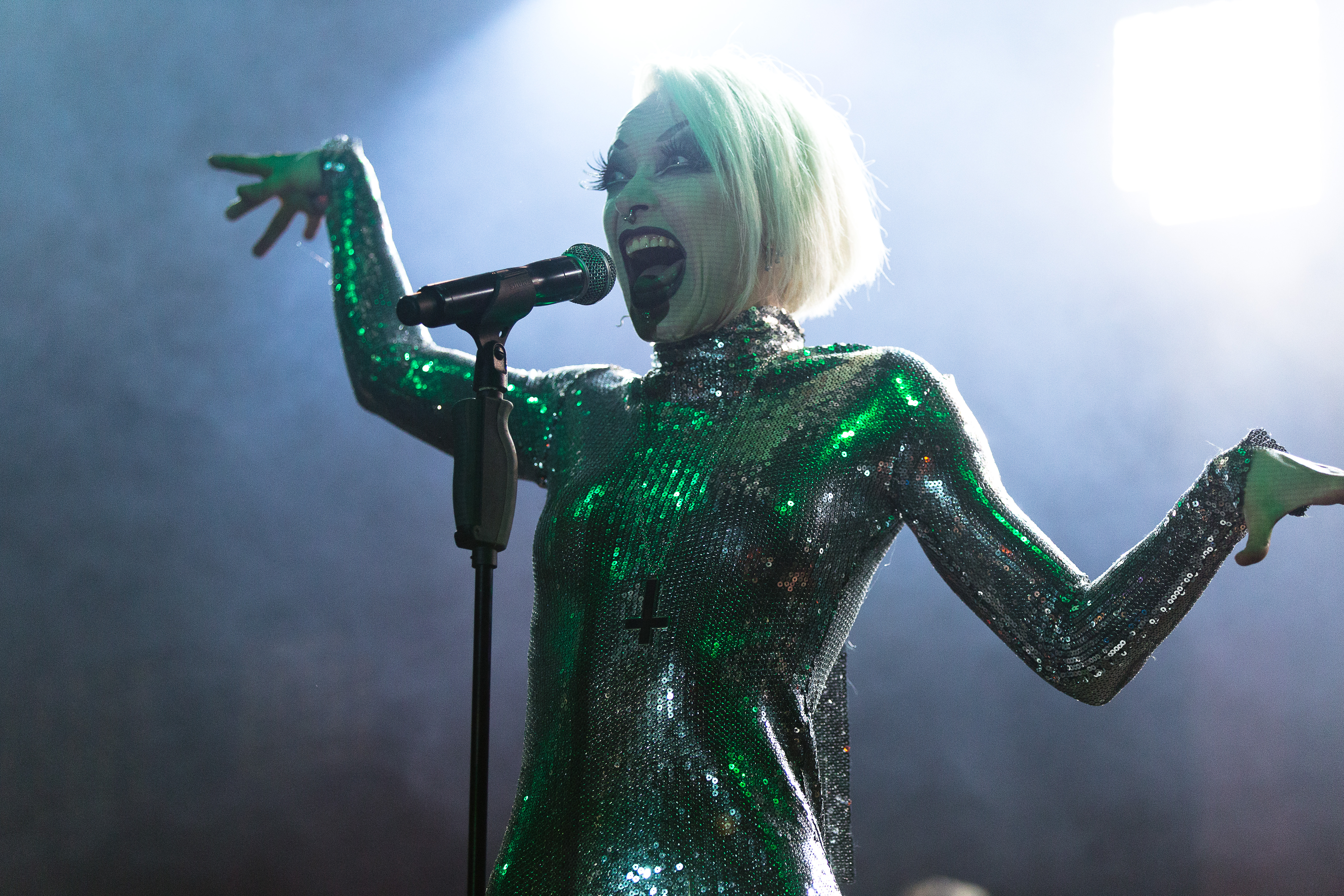
Aranea Peel mit Grausame Töchter auf dem 25. Wave-Gotik-Treffen 2016.

Grausame Töchter ist eine deutsche Band, die in ihrer Musik Elemente aus den Bereichen EBM, Industrial, Punk, Filmmusik und Techno verarbeitet. Die deutschsprachigen Texte der Sängerin Aranea Peel drehen sich häufig um Themen wie Sadomasochismus und Beziehungskonflikte.

## Geschichte
Die Band wurde im Jahr 2009 in Hamburg gegründet. Zu den Gründungsmitgliedern zählen Aranea Peel (Gesang) und Gregor Hennig (Schlagzeug, Studiomix). Seit 2010 tritt die Band auch live auf. Neben der Stammbesetzung sind dabei auch immer wieder verschiedene, in der Regel weibliche Gäste mit auf der Bühne, und zwar sowohl als Sängerin oder Musikerin als auch im Bereich Performancekunst.

## Stil

### Musik
Der musikalische Stil von Grausame Töchter ist schwer zu fassen, da zahlreiche Elemente in die Musik eingeflossen sind. Hierzu zählen, Techno, Futurepop, EBM, Industrial, Punk, Dark Wave, Trip-Hop, aber auch Chanson, Tango, Polka und Walzer. Die Texte bestehen aus gesprochenen Wörtern, Sprechgesang und klassisch in Sopran gesungenen Elementen. Bei anderen Stücken wiederum ist der Gesang elektronisch verzerrt.
Ebenso umfangreich ist die Zahl der eingesetzten Instrumente. Die Band besteht dabei weder live noch im Studio aus einer starren Besetzung. Während das erste Album noch hauptsächlich elektronische Elemente enthielt, fanden sich bereits bei den ersten Konzerten verschiedene Gastmusiker mit auf der Bühne, die z. T. nur bei einzelnen Tourneen oder auch über mehrere Jahre mit zur Besetzung gehörten bzw. gehören. Zu den eingesetzten Instrumenten auf der Bühne bzw. im Studio zählen neben Synthesizern die klassischen Instrumente einer Rockband, d. h. Schlagzeug, Bass und Gitarre, darüber hinaus aber auch Klavier, Cello, Trompete, Akkordeon u. a.

### Texte
Textlich handeln die Stücke von Sado-Masochismus, Homosexualität, Soziopathen, Gewalt-Fantasien und gesellschaftlichen Abgründen. Die Band unterscheidet sich hierbei von auf den ersten Blick ähnlich konzipierten Projekten der Dark-Wave-Szene durch ein breiteres Ausdrucksspektrum, Überspitzung und augenzwinkernde Theatralik.
Auf dem fünften Album der Band (Engel im Rausch) finden sich außerdem erstmals Cover-Versionen von zwei Neue Deutsche-Welle-Stücken: Goldener Reiter, im Original von Joachim Witt und Rosemarie von Hubert Kah.

### Audiovisuelles Konzept
Neben den Tanz- und Performancekunst-Elementen spielen bei den Konzerten auch von der Band selbst produzierte Filme eine Rolle, die per Beamer auf eine Leinwand projiziert werden. Die Band produziert außerdem regelmäßig Musik-Videos für ihre Stücke. Sängerin Aranea Peel ist des Weiteren als Fotografin tätig.

## Diskografie
- 2011: Mein eigentliches Element (Scanner / Dark Dimensions)
- 2012: Alles für Dich (Scanner / Dark Dimensions)
- 2014: Glaube, Liebe, Hoffnung (Scanner / Dark Dimensions)
- 2016: Vagina Dentata (Scanner / Dark Dimensions)
- 2018: Engel im Rausch (Scanner / Broken Silence)
- 2021: Zyklus (Scanner / Dark Dimensions), limitierte Bonus-CD: Aranea Peel singt klassische deutsche Chansons
- 2023: BDSM for Satisfaction (Scanner / Dark Dimensions)

## Nebenprojekte
Neben ihrer Tätigkeit bei den Grausamen Töchtern stand Aranea Peel mehrfach mit Orchestermusikern im Rahmen eines Chanson-Projektes auf der Bühne. Hierbei, und auch bei einigen Konzerten der Grausamen Töchter, trat unter anderem der Trompeter Michael Gross vom Berliner Ensemble mit auf. Im Rahmen dieses Projektes entstanden u. a. Coverversionen von Stücken wie Die Seeräuber-Jenny (Bertolt Brecht, Kurt Weill) und Ich weiß nicht, zu wem ich gehöre, ein Stück, das von Friedrich Hollaender für den Film Stürme der Leidenschaft geschrieben und erstmals durch Anna Sten interpretiert wurde. Studioaufnahmen dieser Stücke erschienen als limitierte Bonus-CD mit dem 2021 veröffentlichten Grausame-Töchter-Album Zyklus. Im Dezember 2024 erschien die CD Deutsche Lieder sind böse Lieder auf der sich 15 neue eingespielte Chanson-Titel befinden. Das Album entstand gemeinsam mit Tingel-Tangel-Philharmonie unter der Leitung von Hans-Jürgen Osmers.